# Тьебо, Поль
Поль Шарль Франсуа Адриан Анри Дьёдонне Тьебо (фр. Paul Charles François Adrien Henri Dieudonné Thiébault; 1769—1846) — французский военный деятель, дивизионный генерал (1808 год), барон (1813 год), участник революционных и наполеоновских войн. Имя генерала выбито на Триумфальной арке в Париже.

## Биография
Родился в Берлине, в семье профессора Берлинской военной академии, Дьёдонне Тьебо (фр. Dieudonné Thiébault; 1733—1807), близкого друга прусского короля Фридриха Великого, и его супруги Николь Доззис (фр. Nicole Françoise Dozzis; ок.1737—1793). После возвращения во Францию, молодой Тьебо занимался административной работой в сфере ликвидации долгов.
20 августа 1792 года записался добровольцем в 13-й батальон волонтёров Парижа, также называемый батальон Бьют-де-Мулен, но уже в ноябре того же года был вынужден вернуться домой по состоянию здоровья. 14 января 1793 года назначен помощником комиссара исполнительной власти в Турне. 22 февраля вступил в 1-й конно-егерский полк. Через месяц, 24 марта, был произведён в капитаны 2-го гусарского полка. Обвинённый в измене после предательства генерала Дюмурье, Тьебо был арестован 9 апреля, и 20 апреля заключён в тюрьму. Полю удалось доказать свою невиновность, в результате 27 мая он получил свободу и 8 июня возвратился к активной службе с назначением в Рейнскую, затем в Северную армии, участвовал в захвате Кенуа 15 августа 1794 года. 17 октября 1794 года переведён во 2-й батальон тиральеров. С 27 декабря 1794 года по приказу генерала Дюмонсо командовал батальоном бельгийских тиральеров при осаде крепости Бреда. 29 ноября 1795 года был назначен помощником полковника штаба Солиньяка в составе Итальянской армии.
14 января 1797 года отличился в сражении при Риволи. 7 ноября 1797 года произведён в командиры батальона. Отличился во время штурма Неаполя в январе 1799 года. За эти действия 20 января 1799 года был произведён в полковники штаба. Затем сражался при Манфредонии, Сан-Джермано и Изоле. В июне получил отпуск.
4 января 1800 года был определён в состав Итальянской армии, где служил в штабе. Участвовал в обороне Генуи. 30 апреля, за успешное восстановления форта Квецци, был произведён Массеной в бригадные генералы, утверждён Бонапартом в чине 6 марта 1801 года. 9 августа получил отпуск.
Вернувшись к активной службе, 1 апреля 1801 года возглавил 2-ю бригаду обсервационного корпуса Жиронды в Пуатье. 3 октября 1803 года назначен комендантом департамента Луаре. 16 января 1804 года переведён в 1-й военный округ. 3 ноября 1804 года – комендант департамента Сена и Уаза.
31 августа 1805 года присоединился к Великой Армии, и 25 сентября сменил генерала Дольтанна на посту командира 2-й бригады 1-й пехотной дивизии генерала Сент-Илера в составе 4-го армейского корпуса. 2 декабря блестяще проявил себя в сражении при Аустерлице, где оказал активную поддержку войскам генерала Вандамма в захвате Праценского плато, был ранен в правую руку и плечо.
23 октября 1806 года назначен генерал-губернатором Фульды. 23 мая 1807 года вернулся к боевой службе, и стал командиром 3-й бригады 3-й пехотной дивизии генерала Гюдена 3-го армейского корпуса маршала Даву.
27 августа 1807 года получил должность начальника штаба 1-го обсервационного корпуса Жиронды генерала Жюно. 21 августа 1808 года отличился в сражении при Вимейру. 17 ноября 1808 года был повышен в звании до дивизионного генерала, и 15 декабря стал начальником штаба 8-го армейского корпуса Жюно Армии Испании. С 17 января 1809 года командовал тремя баскскими провинциями, с апреля по 15 ноября 1809 года был комендантом провинции Бургос. В феврале 1810 года получил разрешение вернуться во Францию. В мае 1810 года вернулся в Испанию, и был назначен губернатором Саламанки. С 28 октября 1810 года по 1 апреля 1811 года выполнял функции начальника штаба 9-го армейского корпуса Армии Португалии. С 1 февраля 1811 года был губернатором Старой Кастилии, Торо, Заморы, Сьюдад-Родриго и Алмейды.
27 сентября 1811 года одержал победу над испанцами при Альдеа-де-Понте. 29 сентября он преуспел в своей миссии по снабжению Сьюдад-Родриго из Саламанки. 27 января 1812 года получил под своё начало пехотную дивизию Северной армии генерала Дорсенна.
8 января 1813 года возвратился во Францию вследствие конфликта с главнокомандующим генералом Каффарелли. В марте 1813 года прибыл в Майнц. С 18 июня по 1 июля командовал 3-й пехотной дивизией в составе войск маршала Даву в Гамбурге. С 1 июля командовал 40-й пехотной дивизии 13-го армейского корпуса Великой Армии, и до 31 мая 1814 года принимал участие в обороне Гамбурга.
1 сентября 1814 года был определён в резерв. Во время «Ста дней» Тьебо присоединился к Наполеону, и в июне участвовал в обороне Парижа. В сентябре возглавил 18-й военный округ в Дижоне, однако 24 октября был вновь зачислен в резерв. Вышел в отставку 1 января 1825 года.
Умер в Париже 13 октября 1846 года, и был похоронен рядом с отцом на кладбище Пер-Лашез.
В 1895 году были опубликованы его мемуары, которые являются ценным источником по истории Первой империи: они изобилуют деталями, его суждения о великих персонажах Империи часто бескомпромиссны.

## Семья
Генерал был дважды женат. Первый раз женился 26 ноября 1793 года в Париже на Бетси Уокер (англ. Betsy Walker; ок.1767—1824), развелись 7 июля 1803 года. У пары было трое детей:
- сын Поль (фр. Paul Adolphe Dieudonné Thiébault; 1797—1875),
- дочь Мелани (фр. Melanie Laure Thiébault; 1800—1877),
- сын Альфред (фр. Alfred Thiébault; 1803—).

Второй раз женился 21 июля 1804 года в Туре на Элизабете Шенэ (фр. Elisabeth Chenais; 1781—). И в этом браке у генерала родились трое детей:
- сын Эдуар (фр. Edouard François Thiébault; 1805—1805),
- дочь Полина (фр. Pauline Elisabeth Nais Thiébault; 1806—),
- дочь Шарлотта (фр. Charlotte Claire Thiébault; 1808—)[1].

## Воинские звания
- Солдат (20 августа 1792 года);
- Лейтенант (22 февраля 1793 года);
- Капитан (24 марта 1793 года);
- Командир батальона (7 ноября 1797 года);
- Полковник (20 января 1799 года, утверждён 1 февраля 1799 года);
- Бригадный генерал (30 апреля 1800 года, утверждён 6 марта 1801 года);
- Дивизионный генерал (17 ноября 1808 года).

## Титулы
- Шевалье Тьебо и Империи (фр. chevalier Thiébault et de l'Empire; патент подтверждён 15 августа 1809 года);
- Барон Тьебо и Империи (фр. baron Thiébault et de l'Empire; декрет от 30 июня 1811 года, патент подтверждён 12 августа 1813 года)[2].

## Награды
Легионер ордена Почётного легиона (11 декабря 1803 года)
 Коммандан ордена Почётного легиона (14 июня 1804 года)
 Кавалер военного ордена Святого Людовика (31 июля 1814 года)
 Великий офицер ордена Почётного легиона (24 апреля 1843 года)